# Penny Oleksiak
Penelope Oleksiak (Toronto, 13 de junio de 2000), más conocida como Penny Oleksiak, es una nadadora canadiense especializada en las pruebas de estilo libre y mariposa.

## Carrera
Ganó una medalla de plata y bronce en los 100 metros mariposa y el relevo 4 x 100 metros estilo libre, respectivamente, en los Juegos Olímpicos de Río de Janeiro 2016. Además del relevo 4 x 200 metros estilo libre.
La del relevo 4 x 100 fue la primera medalla en ese evento para Canadá en cuarenta años. En los 100 metros estilo libre, empató en el primer lugar con la estadounidense Simone Manuel. Ambas finalizaron con una plusmarca olímpica de 52.70 segundos. También se convirtió en la primera nadadora canadiense en ganar cuatro medallas en los mismos Juegos Olímpicos.
En 2015, Oleksiak ganó seis medallas en el Campeonato Mundial Júnior de Natación y es la actual portadora de la plusmarca mundial júnior en los 100 metros mariposa y de la marca canadiense para los 100 metros mariposa y estilo libre. En los Juegos Olímpicos de Tokio 2020 ganó la medalla de bronce en los 200 metros libres y la medalla de plata en los 4x200 metros libre.

## Vida personal
Es hermana del jugador de hockey sobre hielo Jamie Oleksiak.

## Palmarés internacional
| Juegos Olímpicos                    | Juegos Olímpicos        | Juegos Olímpicos  | Juegos Olímpicos        |
| Año                                 | Lugar                   | Medalla           | Prueba                  |
| ----------------------------------- | ----------------------- | ----------------- | ----------------------- |
| 2016                                | Río de Janeiro (Brasil) | Medalla de oro    | 100 m libre             |
| 2016                                | Río de Janeiro (Brasil) | Medalla de plata  | 100 m mariposa          |
| 2016                                | Río de Janeiro (Brasil) | Medalla de bronce | 4 × 100 m libre         |
| 2016                                | Río de Janeiro (Brasil) | Medalla de bronce | 4 × 100 m estilos       |
| 2020                                | Tokio (Japón)           | Medalla de plata  | 4 × 100 m libre         |
| 2020                                | Tokio (Japón)           | Medalla de bronce | 200 m libre             |
| 2020                                | Tokio (Japón)           | Medalla de bronce | 4 × 100 m estilos       |
| Campeonato Mundial                  |                         |                   |                         |
| Año                                 | Lugar                   | Medalla           | Prueba                  |
| 2017                                | Budapest (Hungría)      | Medalla de bronce | 4 × 100 m libre mixto   |
| 2017                                | Budapest (Hungría)      | Medalla de bronce | 4 × 100 m estilos mixto |
| 2019                                | Gwangju (Corea del Sur) | Medalla de bronce | 4 × 100 m libre         |
| 2019                                | Gwangju (Corea del Sur) | Medalla de bronce | 4 × 200 m libre         |
| 2019                                | Gwangju (Corea del Sur) | Medalla de bronce | 4 × 100 m estilos       |
| 2022                                | Budapest (Hungría)      | Medalla de plata  | 4 × 100 m libre         |
| 2022                                | Budapest (Hungría)      | Medalla de plata  | 4 × 100 m libre mixto   |
| 2022                                | Budapest (Hungría)      | Medalla de bronce | 4 × 200 m libre         |
| 2022                                | Budapest (Hungría)      | Medalla de bronce | 4 × 100 m estilos       |
| Campeonato Mundial en Piscina Corta |                         |                   |                         |
| Año                                 | Lugar                   | Medalla           | Prueba                  |
| 2016                                | Windsor (Canadá)        | Medalla de oro    | 4 × 50 m libre          |
| 2016                                | Windsor (Canadá)        | Medalla de oro    | 4 × 200 m libre         |
| 2016                                | Windsor (Canadá)        | Medalla de plata  | 4 × 100 m estilos       |
| 2016                                | Windsor (Canadá)        | Medalla de bronce | 100 m libre             |
| 2024                                | Budapest (Hungría)      | Medalla de bronce | 4 × 100 m libre         |